# Vundo
Vundo of Vundo Trojan, ook wel Virtumonde en Virtumonondo genoemd, is een Trojaans paard dat bekendstaat om zijn popups en advertenties voor nep anti-spyware programmatuur.

## Besmetting
Vundo infecteert de computer door middel van een probleem in Sun Java 1.5 (of eerdere versies). Het haakt in het computersysteem door middel van het Browser Helper Objects systeem en in DLL-bestanden van Winlogon en Explorer.exe.

## Symptomen
Vundo geeft met enige regelmaat pop-up schermen dat de computer een probleem heeft, en geeft dan links naar websites waar zogenaamde bogus antivirus-software te koop is. 

## Verwijderen
Omdat Vundo zich nestelt in delen van de winlogon.exe is het al opgestart voor je bent aangelogd. Hierdoor kan het niet meer worden verwijderd, temeer daar het detecteert als het wordt verwijderd, en de computer dan crasht of het proces weer opstart. Wanneer er echter in safe mode wordt opgestart, kan de spyware wel worden verwijderd door verschillende scanners. Omdat Vundo zich ook nestelt in het Windows Register is het noodzakelijk om ook een register beschermer te hebben. Een goed voorbeeld daarvan is Spybot Search & Destroy. Het programma controleert het hele register op schadelijke entries en verwijdert ze daarna.